# Aéroport de Berdiansk
Pour les articles homonymes, voir ERD.
L'aéroport de Berdiansk  (ukrainien : Бердянськ (аеропорт)), situé à un kilomètre et demi au nord de la ville de Berdiansk, dans l'oblast de Zaporijjia, en Ukraine.

## Histoire
Le 27 février 2022, lors de la Bataille de Berdiansk l'aéroport est pris par les forces armées de la fédération de Russie dans le cadre de leur invasion de l'Ukraine. En octobre 2023 l'aéroport est l'une des cibles de l'Opération Dragonfly où étaient stationné vingt helicopters, cinq Ka-52s, neuf Mi-8 Hip/Mi-24 Hind types, treize Ka-27/Ka-29 Helix.

## Situation
| Berdiansk Oujhorod Brody Ouman Kanatove Konotop Djankoï Tchouhouïv Kryvyï Rih Donetsk Sébastopol DniproVesseloïeBaheroveHorodokChersonèseGvardeïskoïeKatchaIvano-Frankivsk Izmaïl JovtneveJytomyr Koulbakino Kharkiv · Charcovie Khmelnytskyï Kherson KrementchoukKiev/Kyïv · Jouliany Kiev/Kyïv · Boryspil Kryvyï Rih Kolomya Loutsk Louhansk LvivMarioupol Mykolaïv Myrhorod Nijyn Odessa Poltava Rivne Sambir Simferopol Starokostiantyniv Tchernivtsi Vinnytsia Zaporijjia |

## Note
1. ↑  (uk) « Бердянськ захопили бойовики, у Харкові та Сумах – тиша: Арестович про ситуацію в Україні », sur ФАКТИ ICTV,‎ 28 février 2022 (consulté le 28 février 2022)
2. ↑  sur thedrive.com en ukrainien